# كرولي (دائرة انتخابية في المملكة المتحدة)
كرولي (بالإنجليزية: Crawley)‏ هي إحدى الدوائر الانتخابية في المملكة المتحدة الممثلة في مجلس العموم في برلمان المملكة المتحدة.
عضو البرلمان الذي يمثلها حالياً هو :Laura Moffatt (Lab).